# Secouons le cocotier
Secouons le cocotier, sous titré Les Antilles... un peu, beaucoup, à la folie, pas du tout est un roman de Jean Raspail publié en 1966 aux Éditions Robert Laffont et réédité en 2012 aux éditions Via Romana (avec un sous-titre légèrement différent). En 1970, Jean Raspail sortira Punch Caraïbe, qui en constitue la suite.

## Présentation
Après avoir narré ses voyages en Amérique du Sud, au Moyen-Orient et en Chine, Secouons le cocotier est le premier récit de Jean Raspail sur les Antilles. En 1980, Bleu caraïbe et citrons verts viendra conclure ce cycle avec un sous-titre évocateur : Mes derniers voyages aux Antilles.

## Éditions
- Secouons le cocotier : Les Antilles... un peu, beaucoup, à la folie, pas du tout, Paris, Robert Laffont, 1966
- Secouons le cocotier : Les Antilles... un peu, à la folie, pas du tout, Versailles, Via Romana, 2012 (ISBN 979-10-90029-36-1).